# Baltimore Colts 1982
La stagione 1982 dei Baltimore Colts è stata la 30ª della franchigia nella National Football League. La stagione fu accorciata a nove partite per uno sciopero dei giocatori e non vi furono classifiche di division. Guidati dal nuovo allenatore Frank Kush, i Colts conclusero con un record di zero vittorie, 8 sconfitte e un pareggio all'ultimo posto dell'AFC. Furono la seconda squadra della storia a terminare la stagione con nessuna vittoria dopo la fusione AFL-NFL dopo i Tampa Bay Buccaneers del 1976.

## Roster
| Roster dei Baltimore Colts nel 1981 |
| --- |
| Quarterback - 11 David Humm - 18 Mike Pagel - 10 Art Schlichter Running Back - 33 Curtis Dickey - 31 Zachary Dixon - 32 Randy McMillan FB - 28 Cleveland Franklin - 38 Johnnie Wright Wide Receiver - 80 Ray Butler - 85 Matt Bouza - 87 Elmer Bailey - 88 Bernard Henry - 84 Holden Smith Tight End - 81 Pat Beach - 86 Reese McCall - 83 Tim Sherwin Offensive Linemen - 53 Ray Donaldson C - 68 Jeff Hart T - 62 Ken Huff G - 75 Terry Crouch G - 63 Nat Hudson G - 65 Glenn Hyde T - 78 Greg Murtha T - 79 John Sinnott T - 67 Arland Thompson G - 64 Ben Utt G Defensive Linemen - 73 Cleveland Crosby DE - 72 Steve Durham DE - 92 James Hunter DT - 94 Fletcher Jenkins DE - 93 Harry Stanback DE - 99 Donnell Thompson DE - 69 Leo Wisniewski DT Linebacker - 98 Johnie Cooks - 55 Barry Krauss MLB - 54 Sanders Shiver - 52 Greg Bracelin - 50 Joe Harris - 57 Mike Humiston - 51 Ricky Jones - 49 Cliff Odom - 90 Gary Padjen - 60 Dave Simmons Defensive Back - 26 Kim Anderson FS - 25 Nesby Glasgow CB/FS - 42 Derrick Hatchett CB - 30 Larry Anderson SS - 45 Jim Burroughs CB - 34 Jeff Delaney CB - 27 Darryl Hemphill CB - 44 Sid Justin CB - 35 Dwayne O'Steen CB Special Team - 16 Mike Wood K - 3 Rohn Stark P - 1 Dan Miller K |
| Legenda - I rookie sono in corsivo. - Il primo ruolo è il principale mentre gli eventuali successivi indicano i ruoli secondari. - (IR) sta per Injured Reserve ed indica la lista ristretta per un solo giocatore infortunato che può tornare ad allenarsi dopo la settimana 6 e a rientrare in prima squadra dopo che questa ha giocato 8 partite. - (NF-Inj.) / (NF-Ill.) stanno rispettivamente per Non-Football Injured e Non-Football Illness ed indicano le liste dove viene inserito un giocatore che ha un infortunio o una malattia non dipendente dal football americano. - (PUP) sta per Physically Unable to Perform ed indica la lista dove viene inserito un giocatore mentre è in attesa di recuperare la condizione fisica. Nella stagione regolare dopo la sesta partita giocata dalla propria squadra, il giocatore ha tempo tre settimane per riprendere ad allenarsi, più tre settimane aggiuntive dal suo rientro agli allenamenti per rientrare in prima squadra. |

Fonte:

## Calendario
| Stagione regolare |                   |                       |           |        |                               |          |
| Turno             | Data              | Avversario            | Rosiltato | Record | Stadio                        | Pubblico |
| 1                 | 12 settembre 1982 | New England Patriots  | S 13–24   | 0–1    | Memorial Stadium              | 39,055   |
| 2                 | 19 settembre 1982 | at Miami Dolphins     | S 20–24   | 0–2    | Miami Orange Bowl             | 51,999   |
| 3                 | 21 novembre 1982  | at New York Jets      | S 0–37    | 0–3    | Shea Stadium                  | 46,970   |
| 4                 | 28 novembre 1982  | at Buffalo Bills      | S 0–20    | 0–4    | Rich Stadium                  | 33,985   |
| 5                 | 5 dicembre 1982   | Cincinnati Bengals    | S 17–20   | 0–5    | Memorial Stadium              | 23,598   |
| 6                 | 12 dicembre 1982  | at Minnesota Vikings  | S 10–13   | 0–6    | Metrodome                     | 53,981   |
| 7                 | 19 dicembre 1982  | Green Bay Packers     | P 20–20   | 0–6–1  | Memorial Stadium              | 25,920   |
| 8                 | 26 dicembre 1982  | at San Diego Chargers | S 26–44   | 0–7–1  | San Diego/Jack Murphy Stadium | 49,711   |
| 9                 | 2 gennaio 1983    | Miami Dolphins        | S 7–34    | 0–8–1  | Memorial Stadium              | 19,073   |

## Classifiche
| AFC East                |   |   |   |      |     |     |     |
|                         | V | S | P | %    | PF  | PS  | STR |
| Los Angeles Raiders(1)  | 8 | 1 | 0 | .889 | 260 | 200 | V5  |
| Miami Dolphins(2)       | 7 | 2 | 0 | .778 | 198 | 131 | V3  |
| Cincinnati Bengals(3)   | 7 | 2 | 0 | .778 | 232 | 177 | V2  |
| Pittsburgh Steelers(4)  | 6 | 3 | 0 | .667 | 204 | 146 | V2  |
| San Diego Chargers(5)   | 6 | 3 | 0 | .667 | 288 | 221 | S1  |
| New York Jets(6)        | 6 | 3 | 0 | .667 | 245 | 166 | S1  |
| New England Patriots(7) | 5 | 4 | 0 | .556 | 143 | 157 | V1  |
| Cleveland Browns(8)     | 4 | 5 | 0 | .444 | 140 | 182 | S1  |
| Buffalo Bills           | 4 | 5 | 0 | .444 | 150 | 154 | S3  |
| Seattle Seahawks        | 4 | 5 | 0 | .444 | 127 | 147 | V1  |
| Kansas City Chiefs      | 3 | 6 | 0 | .333 | 176 | 184 | V1  |
| Denver Broncos          | 2 | 7 | 0 | .222 | 148 | 226 | S3  |
| Houston Oilers          | 1 | 8 | 0 | .111 | 136 | 245 | S7  |
| Baltimore Colts         | 0 | 8 | 1 | .056 | 113 | 236 | S2  |